# Granitites
Granitites es un género de arbustos de la familia Rhamnaceae. Su única especie, Granitites intangendus (F.Muell.) Rye, es originaria de Australia Occidental.

## Descripción
Es un arbusto postrado o erecto que alcanza un tamaño de  0,1-2 m de altura. Las flores son de color blanco, florecen de junio a septiembre en suelos arenosos poco profundos y en afloramientos de granito.

## Taxonomía
Granitites intangendus fue descrita por (F.Muell.) Rye  y publicado en Nuytsia 10(3): 452–455, f. 1, en el año 1996.. 
Sinonimia
- Cryptandra intangenda F.Muell.
- Cryptandra petraea S.Moore
- Pomaderris intangenda F. Muell. basónimo[3]